# Tharsis Tholus
Tharsis Tholus é um vulcão em escudo de tamanho intermediário localizado a leste da região de Tharsis no planeta Marte. Esse vulcão foi originalmente descoberto pela sonda Mariner 9 em 1972 e originalmente recebeu o nome informal Vulcão 7. Em 1973, a União Astronômica Internacional (IAU) oficialmente o designou Tharsis Tholus. Em geologia planetária, tholus (pl. tholi) é o termo utilizado para descrever uma pequena montanha em forma de domo, geralmente um vulcão.
Tharsis Tholus se delimita na borda oriental do quadrângulo de Tharsis a 13.5°N, 91°W. Dista 800 km a nordeste de Ascraeus Mons, o vulcão mais ao norte da grande cadeia de vulcões de Tharsis Montes. Fluxo de lava de Tharsis Montes e outras fontes do interior de Tharsis cercam Tharsis Tholus, formando uma extensa planície vulcânica na base deste vulcão.

## Descrição geral

Mapa do quadrângulo de Tharsis com as principais formações indicadas. Tharsis Tholus está no canto à direita.

Tharsis Tholus mede 155 km x 125 km. Possui uma aparência distinta de bulbo, e é único entre os vulcões marcianos no grau em que ele tem sido modificado pelas falhas geológicas. Extensas falhas percorrem o vulcão o penetrando completamente, dividindo sua estrutura em no mínimo cinco grandes blocos, ou setores. O vulcão possui uma grande caldeira alongada central (cratera colapsada) medindo 36.7 × 38.9 km e aproximadamente 3 km de profundidade.
De perfil, Tharsis Tholus possui a forma de um domo (convexo virado para cima), com a inclinação dos flancos variando de menos de 1° próximo ao topo até 27° na base. A inclinação media do flanco é de 10°, fazendo deste um dos mais íngremes vulcões de Marte. O vulcão se eleva a aproximadamente 9 km. A base do vulcão se encontra coberta por fluxos de lava recentes (da era amazonica) presumivelmente advindo de Tharsis Montes, dessa forma seu tamanho aparente não pode ser apuradamente determinado. Estimativas da espessura da lava que encobre a base de Tharsis Tholus variam de 500 m a 3.5 km
A maior parte da superfície do vulcão se encontra encoberta por uma grossa camada de poeira e cinzas, dando aos flancos do vulcão uma aparência suave nas imagens de alta resolução. O material desse manto obscurece o leito rochoso exceto em áreas com inclinações anormalmente íngremes, tal como a área ao longo das paredes superiores da caldeira. Poucas formações de fluxo de lava são visíveis nos flancos do vulcão. As formações que estão visíveis, como pequenas crateras e grabens estreitos, possuem uma aparência pouco proeminente.

## Vulcanismo
Tharsis Tholus é dividido estruturalmente em um número de setores, sugerindo uma complexa história vulcano-tectônica. Isso parece ser resultado de dois vulcões surgindo ao mesmo tempo, sendo que o principal deles está pressionando para cima os dois terços da parte norte da estrutura.
A principal caldeira que se formou no topo mede 35 km de largura e 2.5 km de profundidade com a borda nordeste profundamente erodida e também anormalmente alta (acima de 5 km), porque ela se mescla com uma borda que passou por um deslizamento e faz divisa com um sistema concêntrico bem preservado de falhas normais.
Uma caldeira quase que completamente oculta pode ser identificada na parte sul de Tharsis Tholus. Apenas a parte noroeste da borda da caldeira ainda é visível enquanto os limites do resto da caldeira podem ser traçados pela presença de uma área circular quase nivelada de aproximadamente 45 km de diâmetro, inclinando 1" para o sul. Isso aponta para o preenchimento da caldeira por atividade subsequente.

## Datação
A contagem de crateras mostra que as partes mais antigas da estrutura foram formadas a aproximadamente 3.82 Ga (noachiano tardio). O flanco oeste parece ter cerca de 3.73 Ga de idade e o flanco leste aponta para uma idade de cerca 1.08 Ga (era amazônica). Uma erupção na fissura do flanco sul produziu um fluxo de lava a aproximadamente 196 Ma (era amazônica tardia). A atividade do vulcão cobre mais de 3.6 Ga tendo início antes de 3.82 Ga então a erupção que causou as fissuras no flanco sul de Tharsis Tholus por volta de 196 Ma pode não ter sido a última atividade vulcânica..

## Dark Slope Streaks

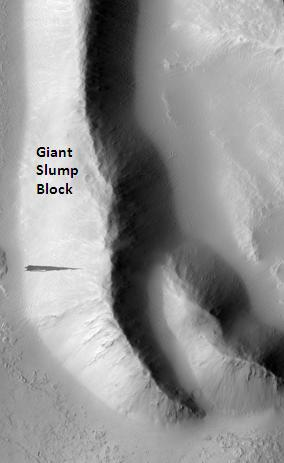
Riscas em Tharsis Tholus, vistas pela HiRISE. Elas se localizam no centro-esquerda dessa imagem. Tharsis Tholus fica logo à direita.

A imagem ao lado mostra as riscas escuras nos desfiladeiros (Dark Slope Streaks) em grandes blocos logo à esquerda de Tharsis Tholus. Essas riscas são comuns em Marte. Elas ocorrem nos íngremes barrancos das crateras, fendas e vales. As riscas são escuras em princípio. Elas clareiam com o passar do tempo. Às vezes elas tem início em um ponto minúsculo, então elas se expandem por centenas de metros. Foi observado que elas correm ao redor de obstáculos, como penedos.  Acredita-se que avalanches de poeira clara que expõem uma camada inferior mais escura. No entanto, várias idéias tem sido elaboradas para explicar essas riscas. Algumas envolvem água ou até mesmo o crescimento de organismos.
O fa(c)to mais excitante sobre as riscas escuras é que elas ainda estão se formando nos dias de hoje. 